# حاج الماحي
الحاج الماحي بن محمد بن الشيخ بن أحمد بن عبد الله ولد عام 1789م بقرية الكاسنجر قرب مدينة كريمة وتوفي بها 1871م.
ترجع أصوله إلى أحد بطون الجعليين وهم المسلماب حيث هاجر جدوده من قرية العقيدة التي تقع جنوب الدامر إلى ديار الشايقية منذ القرن الـ17 الميلادي.

## أعماله
ألف العديد من القصائد ذات الطابع الديني منها:
- الهي صلي علي الخيارا
- سمح الوصوفو يارب نشوفو
- يا رحمن ارحم بي جودك
- وآ شوقي عليك يا أحمد عظيم الشأن
- واشوقي للجاه الملك
- طالبات النبي المحبوب، وهي قصيدة رثي فيها ابنه المجذوب الذي توفي صغيراً
- يا أخوي حليل الدّرّجو
- القُبة التلوح أنوارا
- القبة البلوح قنديلا
- عيب شبابي الما سرح
- الجلب الرجال سياح
- يا نور
- شيل من عَشِىْ
- صلاة وسلام لي محمدا
- شوقي لى مدينة العلم
- بتين يا عاشقين نحدَ العُتُول